# Bent Mejding
Bent Mejding R. (født 14. januar 1937 død 12. november 2024) var en dansk skuespiller, instruktør og teaterdirektør.

## Opvækst
Mejding blev født i Vor Frue Sogn, Svendborg, som fjerde barn af Hans Evald Mejding, Falck-stationsforstander, og Gerda Olsen. Han havde tre søskende; Grete (født 1921), Kjeld (født 1925) og Ib (født 1933). Grundet økonomi og forældrenes alder, overvejede de at abortere, men lægen i København, som skulle foretage indgrebet, var bortrejst, da Mejdings mor rejste dertil. Mejding-familien havde oprindeligt efternavnet Jensen, men da Mejdings bror Kjeld blev ansat i Bikuben efter 2. verdenskrig, var der allerede tre, der hed Kjeld Jensen, hvilket ansporede Kjeld til at skifte efternavn. Familien hed i en kort periode herefter Ovild, men endte til sidst med efternavnet Mejding.
Trods Mejdings forældres økonomi var de en del af det pæne borgerskab og afholdt flere middage og selskaber for byens spidser, og de var venner med blandt andet Marguerite Viby og Ib Schønberg (Mejdings bror blev opkaldt efter ham). Da Mejding var et halvt år gammel, blev faren fyret, og familien besluttede sig for at flytte til København, hvor de først boede på Frederiksberg og siden i Vanløse. Som barn var Mejding ofte med i sin bror Ibs teaterforestillinger for kvarterets børn, selvom han var meget genert. Han og Ib begyndte som seksårig at gå med søndagsaviser i kvarteret, og han fortsatte frem til han blev 16. De dyrkede og solgte stedmoderblomster fra deres egen have. Mejding begyndte som syvårig på Katrinedalsskolen og fortsatte som 12-årig på Østre Borgerdyd Skole.
Mejding blev interesseret i teater gennem den lokale kirke, Grøndalskirkens, Konfirmand- og Ungdomskreds (KUK), som opsatte amatørforestillinger. Mejding debuterede i 1952 i Genboerne, hvor han spillede Basalt. Efter flere opsætninger, blev Mejding bedt om at gæstespille i en opsætning hos en anden lokal amatørforening, Jurex, og til 1956 medvirkede han i adskillige opsætninger hos både KUK og Jurex. I 1953 kom han i lære hos likørfirmaet Heering, hvor han blev uddannet i 'Handel og bogholderi'. Mejdings forældre blev i 1955 skilt efter 35 års ægteskab.

## Uddannelse
Uden en drøm om at blive professionel skuespiller blev Mejding i 1956 efter opfordring fra sine venner tilmeldt privatundervisning hos Blanche Funch, skuespiller ved Det Kongelige Teater. Hun tilmeldte  Mejding til optagelsesprøve ved Det Kongelige Teaters elevskole, men grundet nervøsitet, udeblev han fra prøven. Funch overtalte ham til at møde op til Privatteatrenes Elevskoles optagelsesprøve kort efter, hvor han blev optaget og endda fik valget mellem at blive tilknyttet Folketeatret eller Det Ny Teater. Mejding valgte Det Ny Teater og begyndte i september 1957 som elev på teatret efter at have fået et års orlov fra sit arbejde hos Heering.
Efter ét års undervisning blev han tilbudt at spille hovedrollen i Folketeatrets opsætning af Soyas 30 års henstand, som skulle opføres i forbindelse med teatrets 100-årsjubilæum. Samme år medvirkede han også i Det Ny Teaters opsætning af Bagtalelsens Skole, og han fik sin filmdebut i 1958 med filmen Mor skal giftes hos Palladium.
Under sin uddannelse mødte han sin kommende kone, Susanne Theil-Jensen, da de havde fællesundervisning til trods for deres ansættelser hos hhv. Det Ny Teater og Folketeatret. Parret blev gift den 1. juni 1959.

## Karriere

### 1959: Ungdommens Teater
Efter endt uddannelse i vinteren 1959 blev Mejding tilknyttet Cabaret La Blonde i Tivoli. Efter endt kontrakt var han i en kort periode salgsrepræsentant for en vens fars en grosfirma, hvor han skulle sælge damehatte, tørklæder, bijouteri til korseletter og tricot charmeuse. Hans kone og han selv fik fornyet deres kontrakter hos hhv. Folketeatret og Det Ny Teater. Mejding optrådte her i Englen på Torvet, Jul i Købmandsgaarden og spillede også med i Dansk Skolescenes opsætning af Niels Ebbesen, hvor han spillede overfor Susse Wold.
I 1961 medvirkede Mejding i Danmarks første skrækfilm, filmen Reptilicus af den amerikanske instruktør Sidney Pink. Filmen fik overvejende negative anmeldelser, men er siden hen blevet en kultfilm. I 1961 fik Mejding sin debut som instruktør, da han gennem skuespilkollegaer blev kontaktet om opsætningen af Albert Camus' De retfærdige. Mejding opførte stykket på Riddersalen på Frederiksberg, hvor medvirkende bl.a. var Hans Rostrup, Paul Schleisner, Kirsten Walther, Baard Owe, Mogens Hermansen, Anker Taasti, Harry Katlev og Susse Wold. Mejding grundlagde her Ungdommens Teater, som dog blev lukket ned kort efter grundet manglende finansiering. I 1962 medvirkede han i teaterforestillinger som Slutspurten og Balkonen på Det Ny Teater og medvirkede i Frøken April, der delvist blev optaget i Athen. Samme år modtog han som den 3., Poul Reumerts Fødselsdsagslegat på 5.000 kr., som han fik overrakt personligt under en middag hos Reumert.
Mejding instruerede også den britiske Arnold Weskers The Kitchen, hvor Mejdings Ungdommens Teater igen blev aktivt. Mejding blev kontaktet af borgmesteren i København, Ove Weikop, som ønskede at se Ungdommens Teaters forestillinger spille på det nyopkøbte Det Ny Scala (sidenhen Nørrebro Teater). Med Ungdommens Teater opførte Mejding bl.a. Hold fast med venstre hånd (1963) og Billy Løgneren. Alléscenen var på gået konkurs, og teatret stod tomt. Det lykkedes Mejding og Erik Kühnau at skaffe nok penge ved salg af abonnementer til kommende forestillinger til at leje teatret.
I 1964 medvirkede Mejding i filmen Mor bag rattet, den svenske forestilling, Min elskede er en rose, Når børnene tager magten og Dyrene i Hakkebakkeskoven på Det Ny Teater, mens han i samarbejde med Johannes Marott bl.a. fik opsat Se men ikke Høre, Sa'e De der var badeværelse, og Sig no'et, Stanley med Ungdommens Teater på Alléscenen til at udfylde årsprogrammet til teatrets 12.000 abonnementer.
Samme år havde Mejding indgået i en tre-årig kontrakt med Det Ny Teater, og han blev tilbudt at blive direktør for det nyopstartede Gladsaxe Teater, hvilket han accepterede som en hjælp til at få teatret op at køre. Også i 1964 blev Det Ny Teaters direktør Peer Gregaard ansat som chef for Det Kongelige Teater, og Mejding blev tilbudt at overtage posten som direktør for Det Ny Teater, hvilket han dog afslog, grundet manglende tid. Mejding opsatte stykket Boy Friend som Gladsaxe Teaters første forestilling med Marguerite Viby, Hans Kurt og Jytte Abildstrøm, og da alle de 30 forestillinger blev udsolgt i løbet af to dage, begyndte de at sælge billetter til Alléscenen, hvor stykket ville blive vist senere. I 1966 spillede han selv hovedrollen i Ungdommens Teatrets opsætning af Alfie
På Alléscenen opførte og spillede Mejding rollen som Don Quixote og Cervantes i den spanske musical Man of La Mancha, indtil han  fra 1967 til 1969 holdt pause fra at spille skuespil, men derimod kun opsatte og instruerede stykker som Rosenkrans og Gyldenstjerne er døde på Det Kongelige Teater, og Mordskab under instruktion af Johannes Marott på Gladsaxe Teater. I 1967 ansatte Mejding sin far og hans kone Rita til at sælge billetter og tage telefonbestillinger ved Alléscenen. I anledning af Alléscenens 100-årsjubilæum i 1969 opsatte Mejding musicalsuccessen Cabaret med Preben Uglebjerg, Ghita Nørby og Bodil Udsen. Uglebjerg omkom i en trafikulykke, og Mejding måtte overtage hans rolle som konferencier. I 1969 medvirkede Mejding i opsætningen af Peter Nichols' En dag med Joe i rollen som den frustrerede far til et multihandicappet barn overfor Birgit Sadolin og Mime Fønss. Mejding udtalte senere, at dette stykke blev et af de mest betydningfulde for ham, da det var med til at skabe en forbindelse og et rum for handicappede til at kunne komme i teatret og se sig selv portrætteret.
Ungdommens Teater viste sig at være en succes med udsolgte abonnementer, og som spillede for fulde huse, men Mejding ønskede at udbrede teateret til børn. Sammen med Erik Kühnau kontaktede de den britiske børneteatermand Brian Way (en), som kom til Danmark og underviste dem. Way havde opsat stykket Pinocchio efter konceptet om at børnene som publikum skulle inddrages og interagere med skuespillet og skuespillerne. Stykket blev opsat på Alléscenen med Louis Miehe-Renard som Gepetto og Claus Ryskjær som Pinocchio. Efter tre måneder i København, blev stykket sendt på landsturné, mens forberedelserne til det nye stykke for børn, Tornerose, blev udarbejdet. Teatret for børn viste sig at være en succes og med forestillinger for børn foregående om formiddagen og eftermiddagen og forestillinger for det voksne publikum om aftenen, havde Ungdommens Teater i en lang periode over 2.000 publikummer hver dag.
I 1971 spillede Mejding med i Noël Cowards Privatliv overfor Susse Wold og i Carson McCullers' Balladen om den bedrøvelige café på Alléscenen, samtidig med at han opsatte Jesus Christ Superstar på Falkoner Teatret. I 1971 blev Den Storkøbenhavnske Landsdelsscene (DSL) oprettet og i 1976 blev Ungdommens Teater (ufrivilligt) opslugt af Alléscenen, som herefter kun gik under dette navn. Mejding blev dog tilbudt at fortsætte som teaterdirektør i de efterfølgende fire år på Alléscenen under DSL. Her opførte Mejding bl.a. Tennessee Williams Stormvarsel, Oscar Wildes Bunbury og Chicago. Grundet overgangen til DSL, var Mejdings budget og planlægning fra sæson 1977/1978 underlagt DSL's ledelse, og Privatliv blev genopført, og Mejding har udtalt at han regner med at have spillet forestillingen 726 gange i løbet af forløbne 12 år.  I 1976 medvirkede Mejding i Olsen-banden ser rødt i rollen som dirigent for Det Kongelige Kapel.

### 1978:Matadorog freelance
1978-1981 medvirkede Mejding i den danske historiske tv-serie Matador, hvor han i rollen som politikeren Jørgen Varnæs spillede overfor bl.a. Jørgen Buckhøj, Ghita Nørby, Holger Juul Hansen og Malene Schwartz. Tv-serien, der foregår i et fiktivt Korsbæk i 1929-1947,  anses i dag som en vigtig del af Danmarks tv-historie. Mejding medvirkede i 17 afsnit ud af 24. Mejdings sidste instruktion på Alléscenen var det britiske stykke Molly af Simon Gray. Efterfølgende opsatte og instruerede han Filumena af den italienske Eduardo De Filippo på Det Kongelige Teater. Samtidig medvirkede Mejding selv i Peter Shaffers Komedie i mørke på Det Ny Teater, hvor han bl.a. spillede overfor sin egen svigermor, Marguerite Viby. I 1980 producerede Mejding sit sidste stykke, Goldinos En tjener for to herrer på Alléscenen, efter samlet 65 produktioner, inklusiv 15 børneforestillinger, siden 1964, som alle havde været på landsturné.
Mejding begyndte sin freelance-karriere med at iscenesætte George Feydeaus Damen fra natcaféen på Odense Teater og Dødsfælden på Aveny Teater.
Mejding spillede sit sidste skuespil som 80-årig med Susse Wold i "Kærestebreve" på Det Ny Teater.

## Hæder
- Årets mandlige birolle (1985) for Tro, håb og kærlighed
- 6. januar 1995 blev han ridder af Dannebrog.
- Nomineret til Bodilprisen for bedste mandlige birolle (2005) for Brødre
- Bodilprisen for bedste mandlige birolle (2007) for Drømmen
- Årets mandlige birolle (2007) for Drømmen

## Privat
Mejding blev gift med skuespiller Susanne Beathe Rosenkrantz Theil-Jensen den 1. juni 1959. De mødte hinanden som skuespillerelever. De fik to børn, Anne Theil Mejding (f. 1962) og Lars Mejding (f. 1966). Parret blev skilt i 1972.
Mejding blev den 21. maj 1983 gift med skuespiller Susse Wold på Hawaii. Parret mødte hinanden mens de studerede på Privatteatrenes Elevskole i 1950'erne og holdt kontakten frem til 1971, hvor de mødtes igen under opsætningen af Privatliv på Ungdommens Teater. Parret indledte et forhold, men gik fra hinanden to gange før de i 1972 fandt sammen igen. De boede til hans død i Sletten i Nordsjælland.
Mejding døde den 12. november 2024 af en lungebetændelse.

## Filmografi
| År   | Titel                       | Rolle                          |
| ---- | --------------------------- | ------------------------------ |
| 1958 | Mor skal giftes             | Carl                           |
| 1961 | Gøngehøvdingen              | Tange                          |
| 1961 | Reptilicus                  | Svend Dalstrup                 |
| 1962 | Lykkens musikanter          | Rolf Dagerman                  |
| 1962 | Det stod i avisen           | Dansende studerende            |
| 1963 | Frøken April                | Ioskue                         |
| 1965 | Mor bag rattet              | Karl von Baumfeldt             |
| 1970 | Tintomara                   | Regenten                       |
| 1975 | Kun sandheden               | Jørgen Brehmer                 |
| 1976 | Olsen-banden ser rødt       | Det kongelige Teaters dirigent |
| 1976 | Olsenbanden for full musikk | Nationaltheatrets dirigent     |
| 1980 | Attentat                    | Vicepolitikommisæren           |
| 1983 | Kurt og Valde               | Advokaten                      |
| 1984 | Tro, håb og kærlighed       | Eriks far                      |
| 1991 | Drengene fra Sankt Petri    | Balstrup                       |
| 2000 | Italiensk for begyndere     | Afgået præst                   |
| 2000 | Blinkende lygter            | Farfar                         |
| 2002 | Ulvepigen Tinke             | Herman                         |
| 2004 | Brødre                      | Henning                        |
| 2006 | Drømmen                     | Lindum Svendsen                |
| 2007 | Kærlighed på film           | Castlund, Julias far           |
| 2007 | Daisy Diamond               | Faren                          |
| 2012 | En kongelig affære          | J.H.E. Bernstorff              |
| 2013 | Skytten                     | Steen Birger Brask             |
| 2016 | Antboy 3                    | Charles Dufort                 |

### Medvirken o.l. i TV og serier
| År      | Titel            | Rolle               | Noter             |
| ------- | ---------------- | ------------------- | ----------------- |
| 1977    | Fiskerne         |                     |                   |
| 1978-81 | Matador          | Jørgen Varnæs       | afsnit 1-23       |
| 1980    | Vores år         | Gregers Winkel      | afsnit 2          |
| 1982-83 | Een stor familie | -                   | instruktør        |
| 1982-83 | Udvikling        | Ole Henriksen       |                   |
| 1991    | The Julekalender | Oplæser             |                   |
| 1992    | Blændet          | Philip Dyrhuus      |                   |
| 1992    | Gøngehøvdingen   | Sparre              |                   |
| 1998    | TAXA             | Christian Cornelius | afsnit 15 & 18-19 |
| 2000    | Edderkoppen      | H.C. Vissing        |                   |
| 2002-03 | Rejseholdet      | Clemmesen           | afsnit 31 og 32   |
| 2007    | Forbrydelsen     | Poul Bremer         |                   |
| 2011    | Lykke            | Dr. Vestergaard     | afsnit 1          |
| 2014    | 1864             | Severin             |                   |